# Georg Richard Lewin

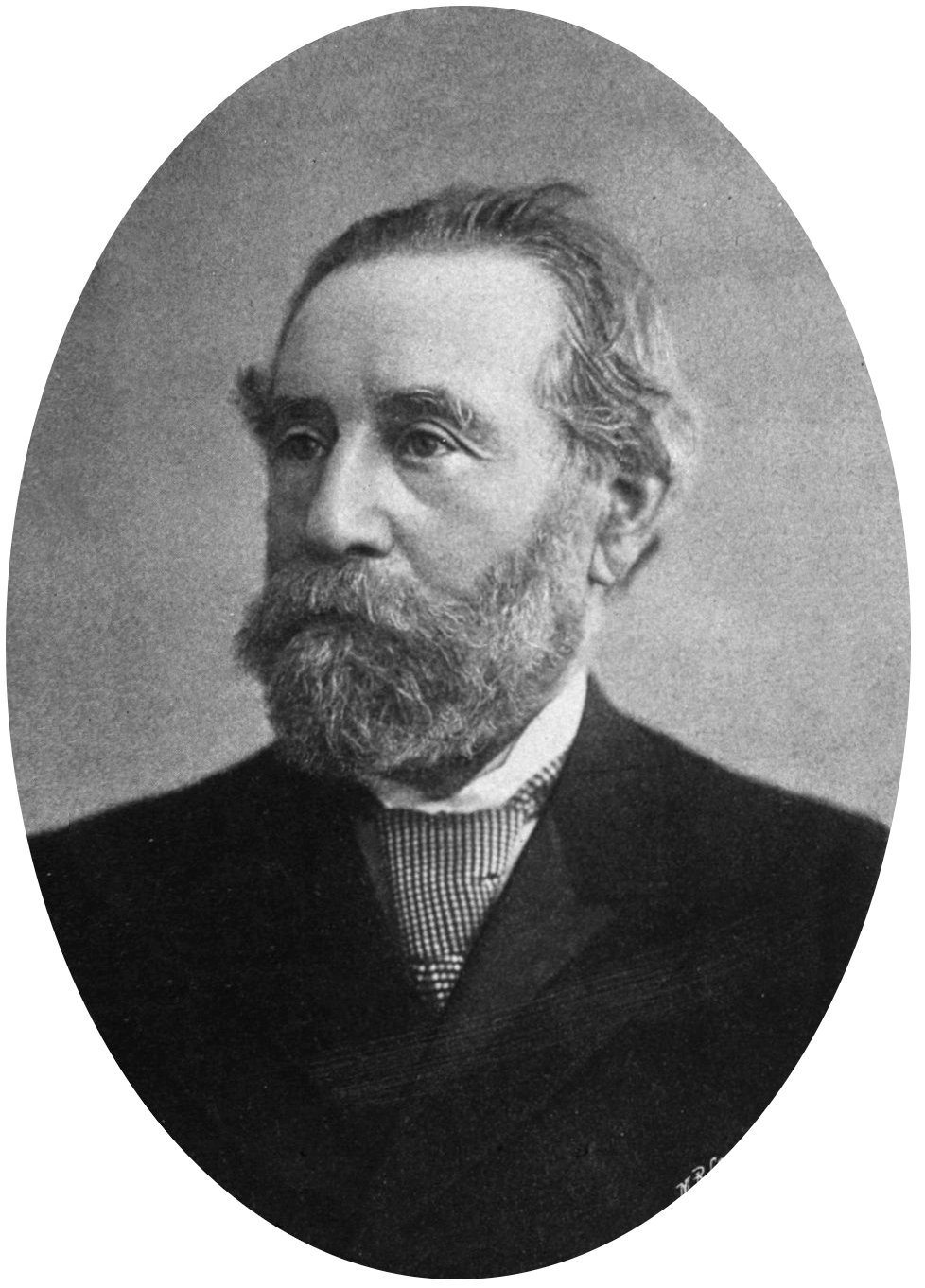
Georg Lewin

Georg Richard Lewin (* 19. April 1820 in Sondershausen; † 1. November 1896 in Berlin) war ein deutscher Mediziner (Dermatologie, Syphiliskunde, Laryngologie).

## Leben
Lewin studierte ab 1841 in Halle und ab 1843 Berlin Medizin und wurde 1845 bei Johannes Müller in Berlin promoviert. Danach ging er auf Studienreise nach Wien, Würzburg und Paris und ließ sich dann als praktischer Arzt in Berlin nieder, wobei er sich zunächst auf Otologie und dann auch Dermatologie und Syphilis spezialisierte. Er betrieb  daneben experimentelle pathologische Studien, zum Beispiel über die Wirkung des Phosphors auf den Organismus,  und wurde 1862 Privatdozent für Otologie. Nach Einführung der Laryngoskopie durch Johann Nepomuk Czermak hatte er sich diesem Gebiet zugewandt und wandte sie neben Adelbert von Tobold als einer der Ersten in Berlin an. 1868 wurde er außerordentlicher Professor für Dermatologie und Laryngologie an der Friedrich-Wilhelms-Universität Berlin. Außerdem war er 1863 bis 1896 leitender Arzt für syphilitische und Hautkrankheiten an der Charité. 1884 wurde er geheimer Medizinalrat und 1880 außerordentliches Mitglied des kaiserlichen Gesundheitsamts.
Breite Aufmerksamkeit in Medizinerkreisen und energische Proteste der Fakultät  fand 1884 die Aufteilung der Abteilung von Lewin an der Charité, die auf direktes Betreiben von Otto von Bismarck erfolgte, der seinem Leibarzt Ernst Schweninger die Abteilung Dermatologie zuschanzte (er wurde dazu aus München als außerordentlicher Professor nach Berlin berufen), während Lewin die Abteilung Syphilis behielt. Schweninger war für unkonventionelle Methoden bekannt (Naturheilkunde, Suggestivkraft) und zwei Jahre zuvor Leibarzt von Bismarck geworden, der ihn in seiner Nähe haben wollte. Selbst die harsche Kritik von Rudolf von Virchow im Preußischen Abgeordnetenhaus konnte gegen die Berufung nichts ausrichten bis sich Schweninger 1902 selbst zurückzog, und stattdessen den Lehrstuhl des verstorbenen August Hirsch übernahm, wieder ohne ausreichende Qualifikation.
Er war zehn Jahre lang Vorsitzender der Dermatologischen Gesellschaft.
Lewin führte neue Behandlungsmethoden ein, darunter 1869 eine subkutane Injektion von Quecksilberchlorid bei Syphilis und das Aufsprayen bei Krankheiten des Rachens. Die Quecksilberchloridinjektionen gegen Syphilis waren teuer und erfolgten täglich bei den Patienten, die das Medikament per Kutschpferd zugestellt bekamen (im Volksmund bekannt als Sublimatsschimmel, nach dem Synonym Sublimat für Quecksilber(II)-chlorid).
Er veröffentlichte auch über den Schweinebandwurm, Pilzkrankheiten im Gesicht (parasitäre Sykose), Argyrose, Morbus Addison, Systemische Sklerose, Akromegalie.

## Schriften
- Über die Wirkung des Phosphors auf den Organismus mit dem Nachweis der konsekutiven fettigen Degeneration der Leber, 1861
- Klinik der Krankheiten des Kehlkopfes, Berlin, 2. Auflage 1863
- Inhalationstherapie und Krankheiten der Respirationsorgane, Berlin, 2. Auflage 1865
- Behandlung der Syphilis Durch Subcutane Sublimatinjectionen, Berlin 1869
- Die hypodermatische Injektion der Arzneimittel, in Albert Eulenburg (Hrsg.), Real-Encyclopädie der gesammten Heilkunde
- Beiträge zu Albert Eulenburgs Real-Encyclopädie der gesammten Heilkunde. Erste Auflage.
  - Band 3 (1880) (Digitalisat), S. 612–625: Cysticercus in der Haut
  - Band 8 (1881) (Digitalisat), S. 72–80: Larynxsyphilis